# Fresagrandinaria
Fresagrandinaria – miejscowość i gmina we Włoszech, w regionie Abruzja, w prowincji Chieti.
Według danych na rok 2004 gminę zamieszkiwało 1088 osób, 45,3 os./km².